# Jesuset
Jesuset és una partida de l'Horta de Lleida, de Lleida.
Partida històrica, és engolida pràcticament tota pel barri d'El Secà de Sant Pere, de Lleida.
Limita:
- Al nord amb la partida de Serrallonga.
- Al nord-est amb la partida de La Plana de Lleida.
- A l'est amb la partida de Pardinyes altes.
- Al sud-est amb la partida de Pardinyes baixes.
- Al sud amb el barri de Pardinyes.
- A l'oest amb el barri d'El Secà de Sant Pere.
- Al nord-oest amb la partida de La Cort (partida).